# MS-DOS
MS-DOS (акроним от Microsoft Disk Operating System) е историческа дискова операционна система на Майкрософт. Разполага с интерфейс с команден ред (текстов интерфейс), има много добре развито управление на файловата система, възможност за използване на драйвери за периферни устройства и много добре развит команден език. Command.com е командният интерпретатор в MS DOS и в него се съдържат най-използваните команди в операционната система.

## История
MS-DOS, един от вариантите на DOS е създадена през 1981 по поръчка на IBM и е предназначена за техните персонални компютри IBM PC..
Тя е най-широко използваната операционна система за персонални компютри и/или съвместими компютри, доминираща през 1980-те и 1990-те години. Постепенно е изместена при десктоп компютрите от операционната система Уиндоус.
MS-DOS е първоначално пусната през 1981 и има 8 основни версии.

## Работа с MS-DOS
Самата система се състои от ядро (command.com), което е 16-битово, и допълнормират заявки към IO, които от своя страна се обръщат към BIOS. MS DOS се съдържа във файла MSDOS.SYS и се зарежда в паметта при стартиране на ОС. Основни команди в MS-DOS са:
| Команда | Действие                                                  |
| ------- | --------------------------------------------------------- |
| md      | Създава директория                                        |
| rd      | Изтрива празна директория                                 |
| ren     | Преименува файл или директория                            |
| del     | Изтрива файл                                              |
| dir     | Показва съдържанието на текущата папка                    |
| move    | Премества файл                                            |
| copy    | Копира файл                                               |
| cd      | За отваряне на директория                                 |
| cd..    | Излизане от директория                                    |
| cd\     | Излизане в началото на дяла                               |
| attrib  | Променя опциите за файл (скрит, само за четене, системен) |
| format  | Форматира дял                                             |
| goto    | Препратка към означение в скриптов .bat файл              |
| cls     | Изчиства екрана                                           |
| start   | Стартира файл                                             |

### Обща информация за командите
В MS-DOS задаването на параметри към командите става чрез знака / (например del *.* /s), като за всяка подпрограма командните ключове са различни. За изкарване на помощния файл на конкретната команда може да се използва ключът /?. (например del /?), но има и изключения, които работят без знака / (например командата echo, която не използва допълнителни знаци за опциите си). Трябва да се вземе под внимание, че класическият MS-DOS работи с файлове във формат 8.3 (осем знака за име и три за разширението)

### Синтаксис за използване на командите
| Знак | Значение                         | Приложение |
| ---- | -------------------------------- | --- |
| *    | Означава всичко                  | *.smn означава всички файлове с разширение smn. При използването на такъв тип обръщение се борави с всички такива файлове (местене, триене и т.н.). Възможно е използване на обратната маска – smn.* Това обръщение борави с всички файлове, които се наричат smn без значение от тяхното разширение. Може да се използва заместване на част от името или разширението на файл, но при използване трябва да се вземе под внимание, че символът замества всичко до края на обръщението без да се взима под внимание допълните параметри. Например не може да се използва обръщение от типа sl*s.*, защото всичко след звездичката ще бъде игнорирано – приложението ще борави с всички файлове, започващи със sl, без значение от разширението им. |
| ?    | Частично заместване              | Използва се за частично заместване в името или разширението на файл. Например – otchet??.11.07.txt ще борави с всички, които на мястото на въпросителните знаци имат някакви символи. |
| "    | Път, съдържащ интервали          | Този символ важи само при използване на Windows XP или по-нов и не работи с класическия MS-DOS. Използването на кавички при задаване на път се използва само когато пътят използва интервали. Например c:\my work трябва да бъде зададено като „c:\my work“, защото командата, при която се използва, ще използва за директория c:\my, а work ще бъде зададен като параметър (което е крайно безполезно). |
| @    | Потискане изписването на команда | Ако при писане на скриптов файл не желаем да бъде изписвана всяка команда, а след това на екрана да се изкарват резултатите от изпълнението ѝ трябва в началото на командата да се сложи знакът @. Например @del *.* ще изкара само броят изтрити файлове. Може да се използва командата @echo off за забраняване изписването на команди за целия скрипт, докато повторно не се разреши извеждането – echo on, което не е задължително да се използва. @ в началото на командата потиска извеждането на самото echo off, което вече само по себе си забранява изписването. |